# Dryopteris arguta
Dryopteris arguta ist eine Pflanzenart aus der Gattung der Wurmfarne (Dryopteris) innerhalb der Familie der Wurmfarngewächse (Dryopteridaceae).

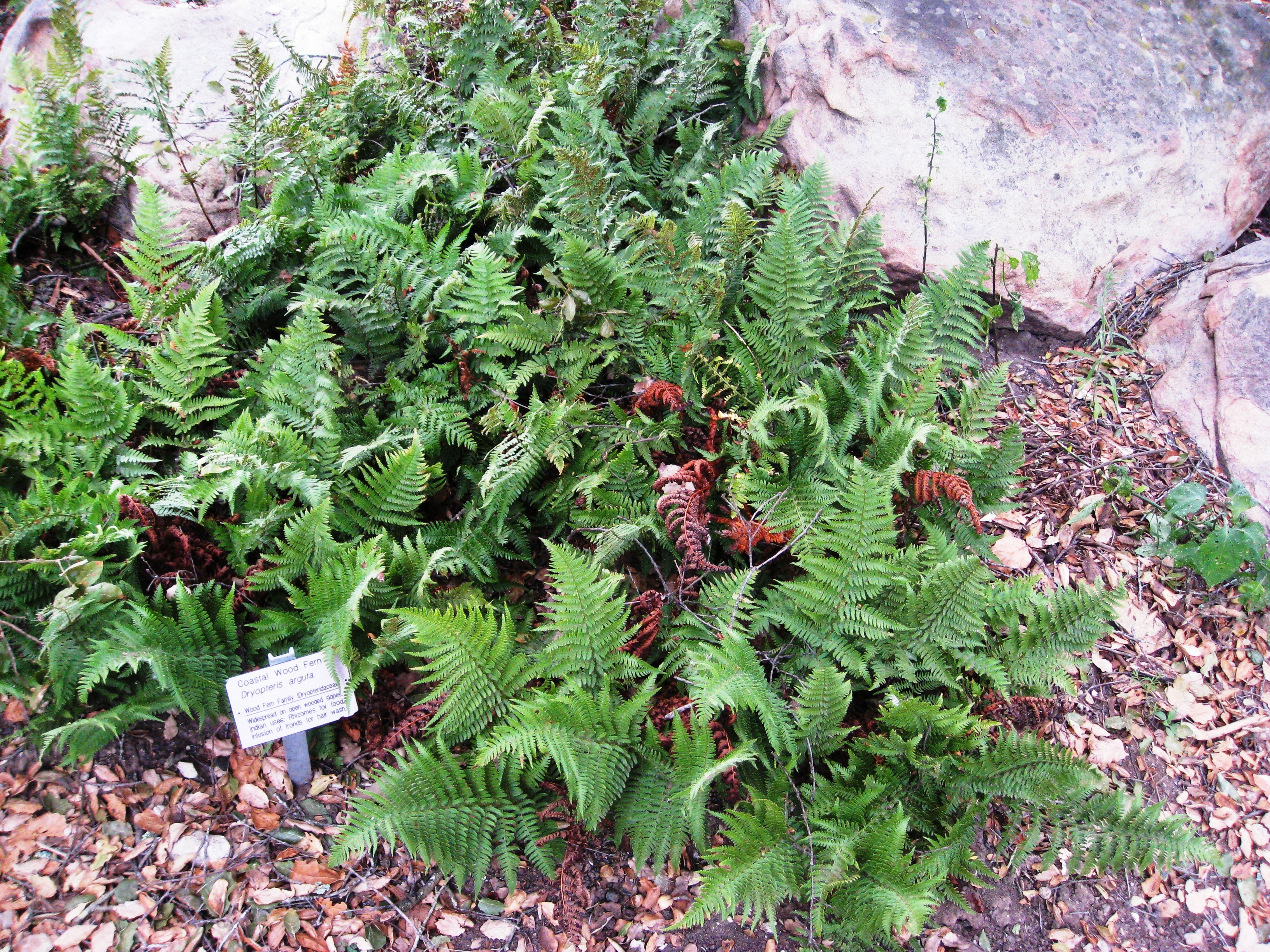
Dryopteris arguta

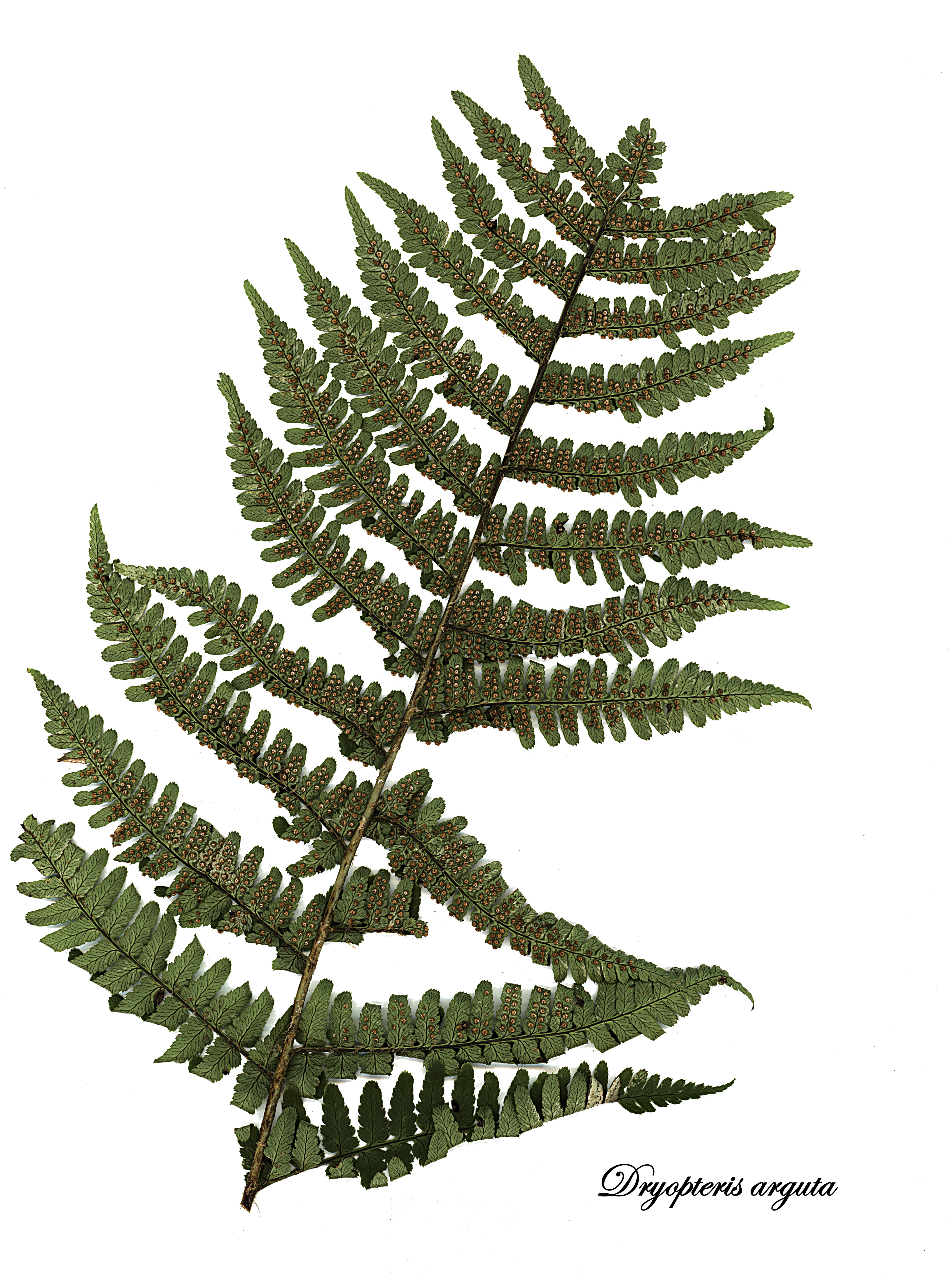
Unterseite eines Blattwedels

## Merkmale
Dryopteris arguta ist einigermaßen variabel gestaltet. Die Blätter sind wintergrün und 25–90 Zentimeter lang und 8–30 Zentimeter breit. Der Blattstiel ist ein Viertel bis ein Drittel so lang wie das Blatt; er ist zumindest an der Basis mit hellbraunen Schuppen besetzt. Die Wedel sind grün bis gelbgrün, im Umriss eiförmig-lanzettlich, insgesamt gefiedert bis fiederschnittig und an der Basis doppelt gefiedert. Sie tragen Drüsen. Die benachbarten Fiederchen sind etwa gleich groß. Auch die an der Basis der Fieder gegenüber stehenden Fiederchen sind etwa gleich groß. Gelegentlich stehen die Fiedern winklig vom Wedel ab und geben dem Blatt so ein zerzaustes und spitzes Aussehen. Die Sori sitzen etwa in der Mitte zwischen Mittelrippe und Rand des Fiederchens. Die dünnen konkaven Indusien sind dicht gedrängt angeordnet und bedecken die Sporangien meist vollständig. Die Chromosomenzahl beträgt 2n = 82. Die Schleier sind drüsenlos.

## Vorkommen
Dryopteris arguta ist im westlichen Nordamerika in Küstenregionen und Gebirgen von British Columbia über Kalifornien bis Arizona verbreitet. Dort wird der englischsprachige Trivialnamen Coastal Woodfern verwendet. Die Art kommt auch in Baja California Norte vor. Er wächst in Höhenlagen von 0 bis 1800 Metern. Er gedeiht beispielsweise in den immergrünen Mischwäldern Kaliforniens, kalifornischen Eichenwäldern (Chaparral) und an schattigen Hängen des Flach- und Hügellandes Kaliforniens. Die Lebensräume sind teilweise Bestandteil des mediterranen Zonobioms.